# Северная (Кемеровская область)
Северная — деревня в Яшкинском районе Кемеровской области России. Входит в состав Пашковского сельского поселения.

## История
Основана в 1881 году. В 1911 году в деревне, входившей в состав Литвиновской волости Томского уезда, имелось 56 дворов и проживало 297 человек (142 мужчины и 155 женщин). Действовал молитвенный дом.
По данным 1926 года имелось 89 хозяйств и проживало 468 человек (в основном — русские). Функционировала школа I ступени. В административном отношении деревня являлась центром сельсовета Тайгинского района Томского округа Сибирского края.

## География
Деревня находится в северо-западной части Кемеровской области, в юго-восточной части Западно-Сибирской равнины, на берегах реки Северной, вблизи места впадения в неё реки Каменки, на расстоянии примерно 18 километров (по прямой) к северо-западу от посёлка городского типа Яшкино, административного центра района. Абсолютная высота — 195 метров над уровнем моря.

### Часовой пояс
Деревня Северная, как и вся Кемеровская область, находится в часовой зоне МСК+4. Смещение применяемого времени относительно UTC составляет +7:00.

## Население
| 2010 |
| ---- |
| 93   |

Гендерный состав
По данным Всероссийской переписи населения 2010 года в гендерной структуре населения мужчины составляли 45,2 %, женщины — соответственно 54,8 %.
Национальный состав
Согласно результатам переписи 2002 года, в национальной структуре населения русские составляли 98 % из 161 чел.

## Улицы
Уличная сеть деревни состоит из трёх улиц.